# Fujiwara Ginjirō

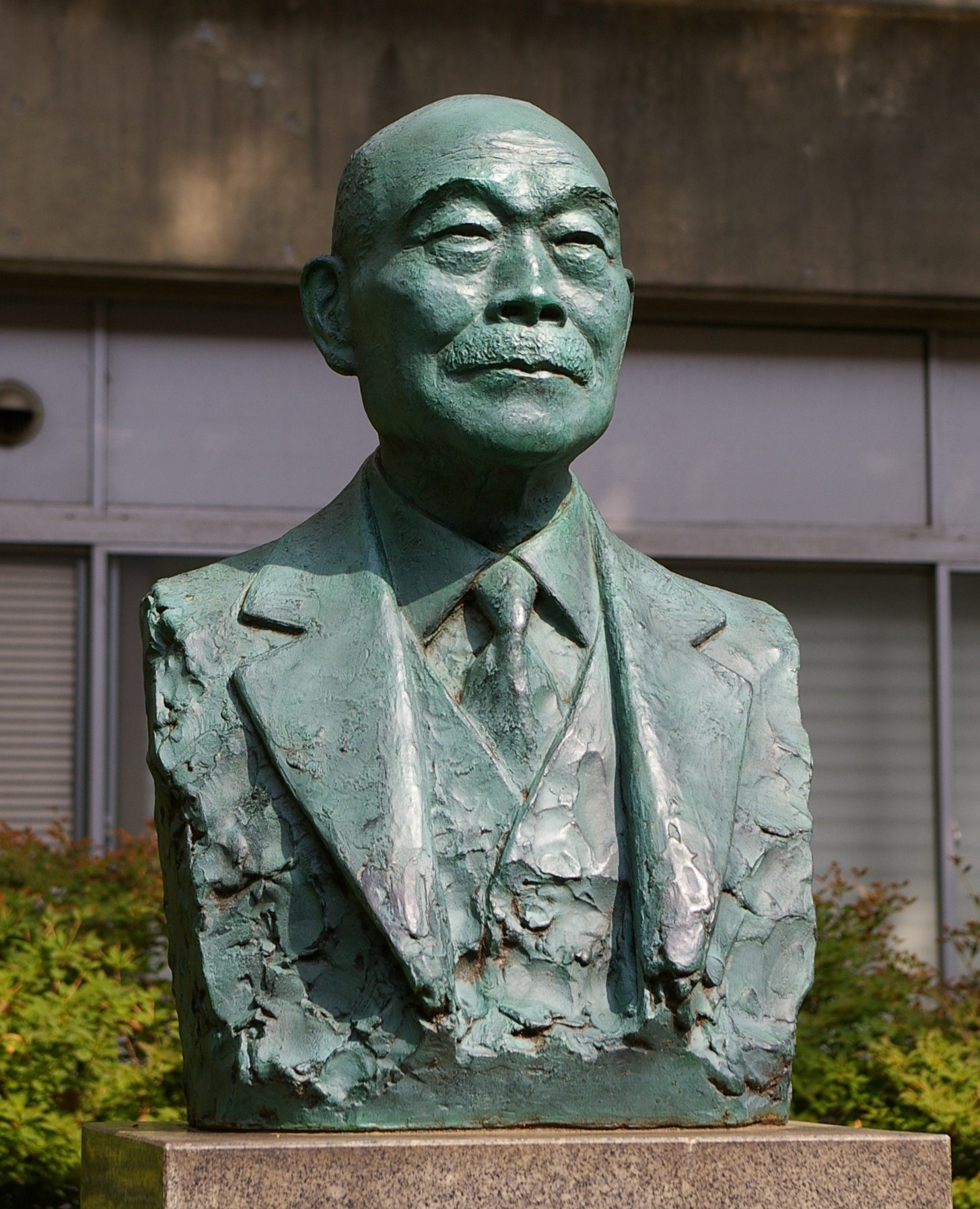
Fujiwara Ginjirō

Fujiwara Ginjirō (japanisch 藤原 銀次郎; geboren 25. Juli 1869 in der Provinz Shinano; gestorben 17. März 1960 in Tokio) war ein japanischer Unternehmer und Politiker von der Meiji- bis zur Shōwa-Zeit. Er ist als „König der Papierherstellung“ (製紙王, Seishi no Ō) bzw. seiner Leistung nach als „Handels- und Industrieminister“ (商工大臣, Shōkō Daijin) in Erinnerung geblieben.

## Leben und Wirken
Fujiwara Ginjirō war der dritte Sohn einer wohlhabenden Bauernfamilie. Nach seinem Abschluss an der „Keiō Gijuku“ (慶応義塾), der Vorläuferin der Keiō-Universität, im Jahr 1890 wurde er Chefredakteur der Zeitung „Matsue Nippō“ (松江日報) zu arbeiten. 1894 wechselte er auf Vermittlung von Nakamigawa Hikojirō (1854–1901) zur „Mitsui Bank“ (三井銀行, Mitsui Ginkō), danach zur „Tomioka Silk Fabrication“ (富岡製糸所, Tomioka Seishi-sho). 1904 wurde er Holzmanager von „Mitsui Bussan“ (三井物産) und schlug den Ōji-Papierstreik (王子製紙のストライキ, Ōji Seishi no sutoraiku) niederschlug, der angeblich Japans erster Fabrikstreik war.
1911 wurde Fujiwara Geschäftsführer der Papierfabrik „Ōji Seishi“, die sich in einer Finanzkrise befand. Es gelang ihm, das Unternehmen wieder aufzubauen, indem er dessen Hauptgeschäft auf Zeitungspapier umstellte und Untergebene aus seiner Zeit bei Mitsui & Co. einstellte. Die Erfahrungen dieser Zeit haben ihm geholfen, ein rationaler und geduldiger Manager zu werden. 1920 wurde er Geschäftsführer und Präsident.
Während der Rezession geriet das Unternehmen in einen harten Wettbewerb mit „Fuji Paper Industries“ (富士製紙, Fuji Seishi) und „Karafuto Industries“ (樺太工業, Karafuto kōgyō). 1933 kam es zur Fusion, wodurch Fujiwara über 80 % der Papierproduktion in westlicher Art in seine Hand brachte. Er trat 1938 als Vorsitzender zurück und investierte 1939 8 Millionen Yen aus eigenen Mitteln in die Gründung des „Fujiwara Institute of Technology“, der späteren Fakultät für Ingenieurwissenschaften der Keiō-Universität, seiner Alma Mater. Anschließend war er ab Ende 1943 Staatsminister im Kabinett Tōjō und bon Juli bis Dezember 1944 Munitionsminister im Kabinett Koiso.
Nach dem Zweiten Weltkrieg wurde Fujiwara als Kriegsverbrecher eingestuft, konnte aber 1946 ins normale Leben zurückkehren. Danach fungierte er als Berater der „Japan Federation of Employers' Associations“, kurz Keidanren. Wenn man sich die Gründung des „Fujiwara Institute of Technology“ und die Gründung der „Fujiwara Science Foundation“ (藤原科学財団, Fujiwara kagaku zaidan) im Jahr 1959 ansieht, war er ein Mann, der die wirtschaftliche Entwicklung vorhersah, die von der aktuellen Technologie vorangetrieben wurde, und der sich daher mit aller Kraft für Ausbildung einsetzte.